# Werota
Werota är en ort i Etiopien.   Den ligger i regionen Amhara, i den nordvästra delen av landet, 300 km norr om huvudstaden Addis Abeba. Werota ligger 1 810 meter över havet och antalet invånare är 26 813.
Terrängen runt Werota är huvudsakligen platt, men österut är den kuperad. Runt Werota är det ganska tätbefolkat, med 222 invånare per kvadratkilometer. Det finns inga andra samhällen i närheten. Trakten runt Werota består till största delen av jordbruksmark.